# Гейл, Боб
Майкл Роберт «Боб» Гейл (англ. Michael Robert "Bob" Gale, род. 25 мая 1951 года) — американский сценарист и продюсер, наиболее известный как сосценарист и сопродюсер всех трёх фильмов научно-фантастической франшизы «Назад в будущее».

## Биография
Боб Гейл родился в Юниверсити-Сити, пригороде Сeнт-Луиса, штат Миссури. Ещё будучи мальчишкой Гейл увлёкся шедеврами Уолта Диснея, учась рисовать, копируя картинки из диснеевских комиксов. В школе он лучше всех писал короткие рассказы. Впоследствии Боб объединил свои таланты писателя и художника, выпуская свои собственные книжки комиксов при городской средней школе. Очарованный идеей историй в картинках, он немного изменил направление и начал делать 8-мм кино со своими друзьями.
Но Гейл никогда не рассматривал это занятие больше, чем просто хобби, до того как поступил в колледж. Он поступил в инженерную школу при Tulane University, но проучившись семестр, понял, что техническая карьера не для него. Как-то сосед по комнате в общежитии сказал, что в Калифорнии есть киношколы. Из любопытства Гейл решил написать туда, и уже в начале сентября был принят в киношколу Университета Южной Калифорнии.
Именно там он и познакомился с Робертом Земекисом — таким же студентом, разделявшим его творческие планы. Гейл стремился писать, в то время как Земекис — направлять творческий процесс; было естественно объединить таланты ради взаимной выгоды. После получения высшего образования в 1973 году, они сделали попытку снять низкобюджетный фильм «Bordello of Blood».

## Карьера
В то же время, Гейл продолжал писать собственные сценарии, а Земекис — пробовать себя в роли режиссёра. Земекис узнал, что телевидению нужен сценарий для сериала на один сезон, и немедленно дал знать об этом Гейлу. Через десять дней эта парочка предоставила двухчасовой сценарий продюсеру сериала. Сценарий был принят «на ура», но студия Юнивёрсал поставила условие: они согласны купить у них сценарий, при условии, если Земекис с Гейлом подпишут с ними контракт на семилетнее сотрудничество. Такой поворот событий в планы Боба и Роберта явно не входил, и они отказались. Однако, этот опыт помог молодым людям найти агента, который дал им дополнительную известность в городе.
Свой следующий сценарий они принесли некоему Джону Милиусу, который только что закончил свою картину «Ветер и лев». Милиус достаточно заинтересовался этим сценарием, чтобы дать им возможность самим его закончить. Так в мае 1975 года был рождён «1941». Милиус показал законченный сценарий своему другу Стивену Спилбергу, который решил взяться за него после завершения «Близких контактов третьей степени».
Тем временем Гейл и Земекис уже работали над новым сценарием под названием «Я хочу держать тебя за руку». Прочитав этот сценарий, Спилберг решает выступить в качестве исполнительного продюсера, чтобы дать возможность режиссёрскому дебюту Земекиса. А Боб Гейл стал сопродюсером этой замечательной комедии о поездке фанатов «Битлз» на концерт своих кумиров. Несмотря на самые благоприятные отзывы, картина не имела кассового успеха.
Тогда Гейл и Земекис написали сценарий к фильму «Подержанные автомобили»; исполнительными продюсерами на этот раз выступили Спилберг с Милиусом. Фильм вышел в 1980 году и принёс успех только спустя несколько лет благодаря постоянным трансляциям по телевидению; опять же режиссёром был Земекис, а продюсером Гейл.
И именно в 1980 году они начали писать «Назад в будущее» для «Коламбии» с намерением режиссировать и продюсировать фильм самостоятельно. Шестью месяцами позже, «Коламбия» отвергла сценарий, и два Боба решили попытать счастья в других студиях, но ни одна из них не заинтересовалась сценарием. Даже при написании других проектов, они хранили надежду снять «Назад в будущее».
После написания нескольких невыпущенных сценариев за следующие два года, Гейл начал писать продолжение «Назад в будущее» в конце 1987-го. В конце концов, это вылилось в «Назад в будущее 2» и «Назад в будущее 3». Они были выпущены в ноябре 1989 г. и в мае 1990 г. соответственно.
Гейл также стал продюсером анимационных серий «Назад в будущее», которые выходили каждое субботнее утро с 1991 по 1993 гг. В то же время Гейл и Земекис работали над написанием другого сценария. При съёмках фильма, они выступили в качестве исполнительных продюсеров. Он назывался «Чужая территория» — драма, режиссёром которой был Уолтер Хилл. Картина вышла к рождеству 1992 г.
В начале 1993 г. Гейл написал сценарий к фильму «Дом ужаса» для телевизионного ряда серий «Байки из склепа»; Гейл также являлся его режиссёром. После этого был написан многобюджетный сценарий для режиссёра Пола Верховена под названием After the Visitation, основанный на повести братьев Стругацких «Пикник на обочине», но этот фильм так и не был снят.
В 1994 г. Гейл потряс весь Голливуд, сняв первый интерактивный фильм «Мр. Пэйбэк» для новых технологий Sony. Он был выпущен в феврале 1995, но не в мировом масштабе из-за необходимых 50 тысяч долларов на каждый театр, чтобы модернизировать оборудование для просмотра.
Кроме создания и продюсирования видео игры под названием «Tattooed Assassins» в начале 1995-го, Гейл не писал ничего до 1997-го. В октябре 1997-го Гейл подписал контракт со студией «Дисней» на написание нескольких сценариев.
С тех пор Гейл писал несколько сюжетов к известным комиксам, включая «Бэтмэна», «Человека-паука», «Сорвиголову».
В сентябре 2000-го Гейл решил снять самостоятельно свой фильм под названием «Трасса 60» вместе с продюсером Нэйлом Кэнтоном.

## Фильмография

### Кинематограф
| Год  | Фильм                                  | Режиссёр | Сценарист | Продюсер        | Примечания       |
| ---- | -------------------------------------- | -------- | --------- | --------------- | ---------------- |
| 1972 | Атака аннулятора                       | Да       | Да        |                 | Короткометражные |
| 1973 | Открытие                               | Да       | Да        |                 | Короткометражные |
| 1978 | Я хочу держать тебя за руку            |          | Да        | Ассоциированный |                  |
| 1979 | Тысяча девятьсот сорок первый          |          | Да        |                 |                  |
| 1980 | Подержанные автомобили                 |          | Да        | Да              |                  |
| 1985 | Назад в будущее                        |          | Да        | Да              |                  |
| 1989 | Назад в будущее 2                      |          | Да        | Да              |                  |
| 1990 | Назад в будущее 3                      |          | Да        | Да              |                  |
| 1992 | Чужая территория                       |          | Да        | Исполнительный  |                  |
| 1996 | Байки из склепа: Кровавый бордель      |          | Сюжет     |                 |                  |
| 2002 | Трасса 60                              | Да       | Да        | Да              |                  |
| 2011 | Назад из будущего                      |          |           | Исполнительный  | Короткометражные |
| 2015 | Назад в будущее: Док Браун спасает мир |          | Да        |                 | Короткометражные |
| 2020 | DeLorean: Жизнь и мечта                |          |           | Ассоциированный |                  |

| Прочее | Прочее     | Прочее                          | Прочее           |
| Год    | Фильм      | Работа                          | Примечания       |
| ------ | ---------- | ------------------------------- | ---------------- |
| 1972   | Лифт       | Ассистент режиссёра             | Короткометражные |
| 1973   | Поле чести | Создатель спецэффектов и титров | Короткометражные |
| 2008   | Бронсон    | Актёр (Сотрудник тюрьмы / Винт) |                  |

### Телевидение
| Год     | Проект                                                  | Режиссёр | Сценарист      | Продюсер       | Примечания                                                                             |
| ------- | ------------------------------------------------------- | -------- | -------------- | -------------- | -------------------------------------------------------------------------------------- |
| 1975    | Колчак: Ночной охотник                                  |          | Сюжет          |                | Сериал, эпизод «Измельчитель»                                                          |
| 1984    | Поддержанные автомобили                                 |          | Создатель / Да | Да             | Непроданный пилот                                                                      |
| 1985    | Время путешествий: Реальность, фантастика и фэнтези     |          |                | Исполнительный | Документальный телефильм                                                               |
| 1986    | Удивительные истории                                    |          | Да             |                | Сериал, эпизод «Иди к старосте класса»                                                 |
| 1989    | Назад в будущее 2: За кулисами. Специальная презентация |          | Да             | Исполнительный | Документальный телефильм                                                               |
| 1990    | Тайны трилогии «Назад в будущее»                        |          |                | Исполнительный | Короткометражный документальный телефильм                                              |
| 1991-92 | Назад в будущее                                         | Да       | Создатель      | Исполнительный | Мультсериал Создатель и исполнительный продюсер 26-ти эпизодов Режиссёр 13-ти эпизодов |
| 1993    | Байки из склепа                                         | Да       | Да             |                | Сериал, эпизод «Дом ужасов»                                                            |
| 2021    | Экспедиция: Назад в будущее                             |          |                | Исполнительный | Документальный мини-сериал, 4 эпизода                                                  |

### Видеоигры
| Год  | Игра                              | Режиссёр | Сценарист         |
| ---- | --------------------------------- | -------- | ----------------- |
| 1994 | Tattoo Assassins                  | Да       | Да                |
| 1995 | Mr. Payback: An Interactive Movie | Да       | Да                |
| 2004 | Back to the Future Video Slots    | Да       | Создатель / Сюжет |

| Консультант по сюжету | Консультант по сюжету                                     | Консультант по сюжету        |
| Год                   | Игра                                                      | Серия                        |
| --------------------- | --------------------------------------------------------- | ---------------------------- |
| 2010                  | Back to the Future: The Game - Episode 1, It's About Time | Back to the Future: The Game |
| 2011                  | Back to the Future: The Game - Episode 2, Get Tannen      | Back to the Future: The Game |
| 2011                  | Back to the Future: The Game - Episode 3, Citizen Brown   | Back to the Future: The Game |
| 2011                  | Back to the Future: The Game - Episode 4, Double Visions  | Back to the Future: The Game |
| 2011                  | Back to the Future: The Game - Episode 5, Outatime        | Back to the Future: The Game |
| 2015                  | Back to the Future: The Game - 30th Anniversary Edition   | Back to the Future: The Game |